# Dymchuk Gallery
Dymchuk Gallery – приватна  галерея сучасного мистецтва у Києві.  Засновник Димчук Анатолій Володимирович.

## Про галерею
Dymchuk Gallery заснована у 2008 році. Протягом 5 років галерея реалізувала ряд проектів на різноманітних майданчиках в Києві та Одесі. Серед них, перш за все, RESTART ODESSA, RESTART KYIV, Зоряні війни, Врятувати президента.
В 2013 році галерея відкрила свої двері в Києві на вулиці Ярославській, 21.
Місія Dymchuk Gallery – сприяти розвитку ринку українського сучасного мистецтва за допомогою проведення виставок, презентації, участі в аукціонах та ярмарках сучасного мистецтва в Україні та за кордоном.
Dymchuk Gallery здійснює освітню діяльність. Видання каталогів виставок, буклетів та книг, проведення лекції, майстер-класів, літературних вечорів та зустрічей з художниками спрямовані на формування більш повного та глибокого розуміння сучасного мистецтва широкою аудиторією.

## Художники, роботи яких представляє галерея
- Ігор Гусєв
- Костянтин Скопцов
- Олександр Ройтбурд
- Роман Мінін
- Лесь Подерв'янський
- Василь Цаголов
- Кирил Головченко
- Ілля Чичкан
- Володимир Кожухар
- Арсен Савадов
- Леонід Войцехов
- Максим Мамсіков
- Юрій Соломко
- Олександр Гнилицький
- Микола Маценко
- Олег Тістол

## Виставки / Проекти
- 18 вересня - 19 вересня Art Copenhagen 2015 (Копенгаген, Данія)
- 21 травня – 5 липня 2015	Артем Волокітін	Інструкція з експлуатації
- 19 березня – 17 травня 2015	Юрій Єгоров, Олександр Ройтбурд	Сузір'я
- 28 січня – 15 березня 2015	Алан Родьє	Balloon People
- 27 листопада 2014 –  25 січня 2015	Микола Маценко	Гербарій
- 12 вересня – 23 листопада 2014	Максим Мамсіков	У расфокусі
- 10 серпня – 10 вересня 2014		Сувеніри з Європи
- 10 липня – 07 серпня 2014	Костянтин Скопцов	У центрі кола
- 22 травня – 07 липня 2014	Ілля Ісупов, Ігор Гусєв	П'яні револьвери
- 17 квітня  – 20 травня 2014	Bondero	Привид абстракціонізму[недоступне посилання з червня 2019]
- 20 березня – 15 квітня 2014	Кирил Головченко	Nonsynchronism
- 23 січня – 18 березня 2014	Юрій Соломко	Без ГМО
- 21 листопада – 17 грудня 2013	Ілля Чічкан	Дідовщина
- 08 листопада – 01 грудня 2013		Одеська Школа. традиції та актуальність[недоступне посилання з червня 2019]
- 24 жовтня – 20 листопада 2013	Василь Цаголов	Привид революції
- 05 вересня – 15 жовтня 2013	Ігор Гусєв	Платформи вічності
- 04 серпня – 01 вересня 2013		August Agenda
- 27 червня – 01 серпня 2013	Станіслав Сілантьєв	Romantica
- 12 червня – 30 червня 2013		Одеська школа. традиції та актуальність[недоступне посилання з червня 2019]
- 23 травня – 24 червня 2013	Олександр Ройтбурд	Імаджинаріум
- 19 квітня – 20 травня 2013	Вадим Грінберг	Легкий метал
- 21 березня – 16 квітня 2013	Олег Тістол	M 1:2
- 07 лютого – 18 березня 2013	Лесь Подерв'янський	Шлях воїна
- 25 травня – 25 серпня 2012		Врятувати президента. Паралельна програма Arsenale 2012
- 07 лютого – 29 лютого 2012	Ігор Гусєв	Симулятор сніжності
- 23 серпня – 11 вересня 2011		Незалежні
- 05 квітня  – 17 квітня 2011		Космічна Одіссея
- 10 вересня – 25 вересня 2010		Зоряні війни[недоступне посилання з червня 2019]
- 16 квітня – 15 травня 2010		Restart Kiev[недоступне посилання з червня 2019]
- 25 грудня 2009 – 26 січня 2010		Restart Odessa[недоступне посилання з червня 2019]
- 01 червня 2007 – 30 вересня 2009		Арт-Рейдери. Хроніка Одеського акціонізму[недоступне посилання з червня 2019]

## Участь в ярмарках, бієнале
•	2009: kunStart (Больцано, Італія)
•	2009: ART-KYIV Contemporary (Київ, Україна)
•	2010: ART-KYIV Contemporary (Київ, Україна)
•	2011: ART-KYIV Contemporary (Київ, Україна)
•	2012: ART-KYIV Contemporary (Київ, Україна)
•	2012: ARSENALE 2012 (Київ, Україна)
•	2013: Berliner Liste (Берлін, Німеччина)
•	2014: VOLTA 10 (Базель, Швейцарія)
•	2015: KÖLNER LISTE (Кьольн, Німеччина)
- 2015 Art Copenhagen 2015

## Дивись також
- Димчук Анатолій Володимирович
- Галерея NT-Art